# Robert Bechtle
Robert Bechtle (San Francisco, California; 14 de mayo de 1932 - Berkeley, California; 24 de septiembre de 2020) fue un pintor estadounidense que vivió casi toda su vida en el Área de la Bahía de San Francisco y cuyo arte se centró en escenas de la vida local cotidiana.

## Biografía
Bechtle comenzó a dibujar a una edad temprana y, con el apoyo de sus maestros y su familia, persiguió un futuro como artista. Al enviar un portafolio de obras de arte a una competencia nacional, Bechtle ganó una beca que pagó su primer año de universidad. Recibió su Licenciatura en Bellas Artes (1954) y su Maestría en Bellas Artes (1958) del Colegio de Artes y Oficios de California, ahora el Colegio de Artes de California, en Oakland, California.
Cuando se graduó, fue reclutado y enviado a Berlín, donde pintó murales en el Mess Hall y deleitó en visitar museos europeos. Además de hacer pinturas, acuarelas y dibujos, era un consumado grabador. Bechtle se inició en la litografía pero, después de 1982, cuando Crown Point Press comenzó a publicar sus grabados, se dedicó principalmente al grabado.
De 1956 a 1966 enseñó en la Universidad de California, Berkeley y de 1967 a 1968 en la Universidad de California, Davis . Desde 1968 enseñó en la Universidad Estatal de San Francisco y vivió en el vecindario Potrero Hill de San Francisco.
Bechtle estuvo representada por la Galería Barbara Gladstone en la ciudad de Nueva York y la Galería Paule Anglim en San Francisco. Creó grabados con Crown Point Press en San Francisco desde 1982.

## Trabajo
Junto con John Baeder, Richard Estes, Chuck Close, Richard McLean y Ralph Goings, Bechtle fue considerado uno de los primeros fotorrealistas. A mediados de la década de 1960, comenzó a desarrollar un estilo y un tema que ha mantenido a lo largo de su carrera. Trabajando a partir de sus propias fotografías, Bechtle creó pinturas descritas como fotográficas. Inspirándose en los alrededores de San Francisco, pintó a amigos y familiares y los barrios y escenas de la calle, prestando especial atención a los automóviles. La pincelada de Bechtle es apenas perceptible en sus interpretaciones fotográficas. Sus pinturas revelan su perspectiva sobre cómo se ven las cosas para él, el color y la luz de una escena común. Peter Schjeldahl escribió en The New Yorker que en 1969, cuando notó por primera vez una pintura de Bechtle, estaba "desconcertado por la ordinaria clase media de la escena". Al mirar más de cerca, descubrió "una hazaña de ingenioso artificio pictórico" que gradualmente se dio cuenta de que era "hermosa". El artículo concluye: “La vida es increíblemente complicada, y la prueba es que cuando te enfrentas a cualquier parte simple y detenida te quedas estupefacto”.

### Exposiciones y colecciones
El trabajo de Robert Bechtle se ha exhibido internacionalmente. Las colecciones del museo que incluyen su obra de arte son: el Museo de Arte Moderno de San Francisco y el Museo Oakland de California en el norte de California; el Museo de Arte Moderno, el Museo Metropolitano de Arte, el Museo Whitney de Arte Americano, y el Museo Guggenheim en la ciudad de Nueva York; el Walker Art Center en Minneapolis; y el Smithsonian American Art Museum en Washington D. C.